# Cy Williams
Frederick "Cy" Williams (21 de dezembro de 1887 – 23 de abril de 1974) foi um jogador profissional de beisebol. Jogou na Major League Baseball como outfielder pelo Chicago Cubs (1912–17) e pelo   Philadelphia Phillies (1918–30). Proveniente da era da bola morta, Williams se tornou um dos mais poderosos rebatedores de home runs na National League em sua época.

## Morte
Após sua aposentadoria, Williams trabalhou como arquiteto em Three Lakes, Wisconsin. Morreu aos 86 anos de idade em 1974.